# Finta (Dâmbovița)
Finta es una comuna ubicada en el distrito de Dâmbovița, Rumania.

## Superficie
Posee una superficie de 49,22 kilómetros cuadrados.

## Demografía
Hasta 2021 la población era de 3686 habitantes, con una densidad de población de 74,89 habitantes por kilómetro cuadrado.